# Dimini

Diachrone Verbreitungskarte der regional jeweils frühesten Kultur mit Töpferware, ca. 6000–4000 v. Chr.:
Bandkeramische Kultur, neolithische Kultur
Bükker Kultur (östliche LBK)
Cardial- oder Impressokultur
Ertebølle-Kultur, mesolithische Kultur
Dnepr-Don-Kultur
Vinča-Kultur
La-Almagra-Kultur
Dimini-Kultur
Karanowo-Kultur
Kammkeramische Kultur, mesolithische Kultur

Der spätneolithische Siedlungs- und Fundort Dimini gab der Dimini-Kultur ihren Namen, die von 4300 bis 3300 v. Chr. bestand. Der Ort liegt etwa fünf Kilometer südwestlich von Volos in Thessalien, Griechenland. Ihren Namen erhielt die archäologische Ausgrabungsstätte von dem heutigen in der Nähe liegenden Dorf Dimini. Die neolithische Siedlung ist gut strukturiert und die dort gefundene Keramik, häufig auch Buntkeramik, gibt auch der spätneolithischen Periode (Dimini-Kultur, 4. Jahrtausend v. Chr.) in Griechenland ihren Namen, die der Sesklo-Kultur folgt.

## Neolithischer Wohnplatz
Ungefähr fünf Kilometer westlich von Volos erhebt sich der nur 16 Meter hohe Burghügel von Dimini über die am Fuße des Hügels liegende neolithische Unterstadt. Ebenso wie das ältere Sesklo kommt dem „Fürstensitz“ aus dem 4. Jahrtausend v. Chr. für die spätere Entwicklung befestigter Siedlungen im griechischen Kulturraum eine entscheidende Bedeutung zu. Für den Siedlungsplatz sind mehrere Ringmauern, die um den Hügel verlaufen, charakteristisch. Die Kernburg wurde von einer ringförmigen Unterburg umgürtet. Hier standen Langhäuser, aber auch Töpferwerkstätten. In den Mauern sind mehrere Zugänge zum Mittelpunkt der Anlage auf der Hügelkuppe ausgelassen worden. Der Hauptzugang erfolgte von Südosten und lag in der Achse des Herrenhauses. Der Burghof hatte eine Größe von ca. 25 × ca. 32,5 Meter und war mit kleineren Gebäuden und einem größeren, nordwestlich-südöstlich orientierten megaronförmigen Haus bebaut. Das dem Fürsten dienende Haus (6,0 × 12,0 Meter = 20 ×  40 Fuß) war vermutlich durch Abschreiten der Raumgrößen recht planlos im Naturgrundriss festgelegt worden. Die von zwei Rundhölzern getragene Halle konnte vom Hof aus über eine von zwei Stützen getragene Portikus betreten werden. Hinter der Halle schloss sich ein weiterer Raum an, demnach der gleiche, jedoch weniger sorgfältig geplante Langhaustyp wie in Sesklo. Die im Grundriss verwandten Burgen von Sesklo und dem jüngeren Dimini weisen bereits das Grundschema einer feudalen Herrenburg auf, wie sie in Mykene üblich wurden.
Die Häuser der neolithischen Ortschaft lagen nicht nur auf dem Hügel, sondern befanden sich auch verstreut in dessen Umfeld. Die Dimini-Kultur kannte bereits die Anfänge der Metallurgie (Chalkolithikum), so fanden sich Hinweise für die Verwendung von Kupfer und Gold. Aus dieser Zeit stammen die ersten stadtähnlichen Festungsanlagen.

## Mykenische Periode
Aus mykenischer Zeit stammt ein Kuppelgrab, das in die zweite Hälfte des 13. Jahrhunderts v. Chr. datiert wird. Die Grabanlage wurde in den Hügel hineingebaut. Ferner fanden sich Reste einer   Siedlung aus mykenischen Zeit, darunter ein größerer Gebäudekomplex, der zeigt, dass diese Siedlung nicht unbedeutend gewesen sein kann. Darauf deuten auch Importe wie kanaanitische Amphoren hin. Obwohl auch ein paar Fragmente Linear B-Schrifttafeln zum Vorschein kamen, wird wegen des Fehlens von mykenischen Fresken und eines Thronsaals in der Forschung bezweifelt, dass es sich um einen mykenischen Palast ähnlich wie in Mykene, Tiryns oder Pylos handelt. Der Komplex wurde am Ende des Späthelladikums III  B (um 1200 v. Chr.) zerstört; eine Nachbesiedlung ist aber noch für das 12. Jahrhundert v. Chr. nachgewiesen.

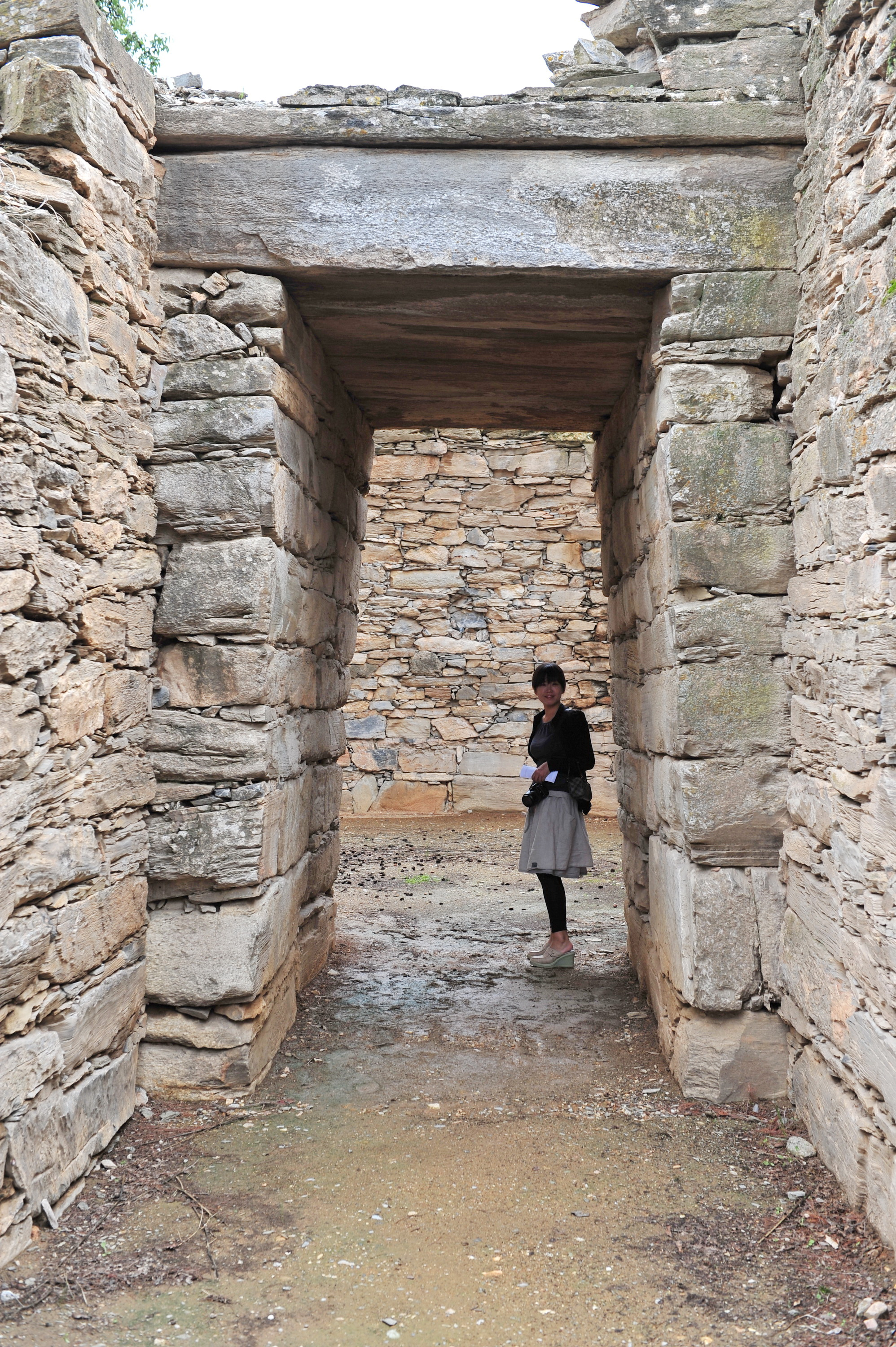
Torbogen an einer Grabungsstätte der Dimini-Kultur in der Provinz Magnisia.